# Jan Bruins
Jan Bruins (Deventer, 27 maggio 1940 – 16 aprile 1997) è stato un pilota motociclistico olandese.

## Carriera
Il suo esordio nel motomondiale risale al Gran Premio motociclistico d'Olanda 1968 in cui ha gareggiato nella Classe 50, terminando la gara al 7º posto.
Negli anni successivi è sempre rimasto a gareggiare nella stessa classe, per gran parte in sella a moto della Kreidler, vincendo in carriera 1 gran premio, il Gran Premio motociclistico di Jugoslavia del 1972. Proprio questa stagione è anche quella in cui ha raggiunto il miglior risultato finale con il 4º posto.

## Risultati nel motomondiale
| 1968 | Classe | Moto     |   |   |   |   |   |    |    |    |    |    |  |  |  | Punti | Pos. |
| ---- | ------ | -------- | - | - | - | - | - | -- | -- | -- | -- | -- |  |  |  | ----- | ---- |
| 1968 | 50     | Kreidler | - | - | - | 7 | - | NE | NE | NE | NE | NE |  |  |  | 0     |      |

| 1969 | Classe | Moto     |   |   |   |    |    |   |   |   |    |   |   |   |  | Punti | Pos. |
| ---- | ------ | -------- | - | - | - | -- | -- | - | - | - | -- | - | - | - |  | ----- | ---- |
| 1969 | 50     | Kreidler | - | - | - | NE | 11 | - | - | - | NE | - | - | - |  | 0     |      |

| 1970 | Classe | Moto     |   |   |   |    |    |   |   |   |    |   |   |   |  | Punti | Pos. |
| ---- | ------ | -------- | - | - | - | -- | -- | - | - | - | -- | - | - | - |  | ----- | ---- |
| 1970 | 50     | Kreidler | - | - | - | NE | 10 | - | - | - | NE | - | - | - |  | 1     | 33º  |

| 1971 | Classe | Moto     |   |   |    |   |   |   |   |   |    |    |   |   |  | Punti | Pos. |
| ---- | ------ | -------- | - | - | -- | - | - | - | - | - | -- | -- | - | - |  | ----- | ---- |
| 1971 | 50     | Kreidler | - | - | NE | 4 | - | - | - | 6 | NE | NE | - | 5 |  | 19    | 10º  |

| 1972 | Classe | Moto     |   |    |    |   |    |   |   |   |   |    |   |    |   | Punti | Pos. |
| ---- | ------ | -------- | - | -- | -- | - | -- | - | - | - | - | -- | - | -- | - | ----- | ---- |
| 1972 | 50     | Kreidler | 6 | NE | NE | - | NE | 1 | - | 6 | - | NE | 4 | NE | 5 | 39    | 4º   |

| 1973 | Classe | Moto   |    |    |   |     |    |   |   |   |    |   |    |   |  | Punti | Pos. |
| ---- | ------ | ------ | -- | -- | - | --- | -- | - | - | - | -- | - | -- | - |  | ----- | ---- |
| 1973 | 50     | Monark | NE | NE | - | Rit | NE | - | 4 | - | NE | - | NE | - |  | 8     | 13º  |

| 1974 | Classe | Moto    |    |   |    |   |    |   |   |    |   |   |   |   |  | Punti | Pos. |
| ---- | ------ | ------- | -- | - | -- | - | -- | - | - | -- | - | - | - | - |  | ----- | ---- |
| 1974 | 50     | Jamathi | 10 | - | NE | 2 | NE | 3 | 7 | 12 | - | - | - | - |  | 27    | 7º   |

| 1975 | Classe | Moto     |  |    |   |    |   |   |    |   |   |   |   |    |  | Punti | Pos. |
| ---- | ------ | -------- |  | -- | - | -- | - | - | -- | - | - | - | - | -- |  | ----- | ---- |
| 1975 | 50     | Kreidler |  | NE | - | NE | 8 | - | NE | - | - | - | - | NE |  | 3     | 23º  |

| Legenda | 1º posto        | 2º posto            | 3º posto            | A punti      | Senza punti        | Grassetto – Pole position Corsivo – Giro più veloce |
| Legenda | Gara non valida | Non qual./Non part. | Ritirato/Non class. | Squalificato | '-' Dato non disp. | Grassetto – Pole position Corsivo – Giro più veloce |